# لری رز
لُری رُز (انگلیسی: Laurie Rose؛ زادهٔ ۲۰ دسامبر) فیلم‌بردار اهل انگلستان است.
از فیلم‌ها یا مجموعه‌های تلویزیونی که وی در آن‌ها نقش داشته است، می‌توان به برج، غبرستان حیوانات خانگی، ارباب و فهرست کشتار اشاره نمود.